# サン・クリストバル (ベネズエラ)

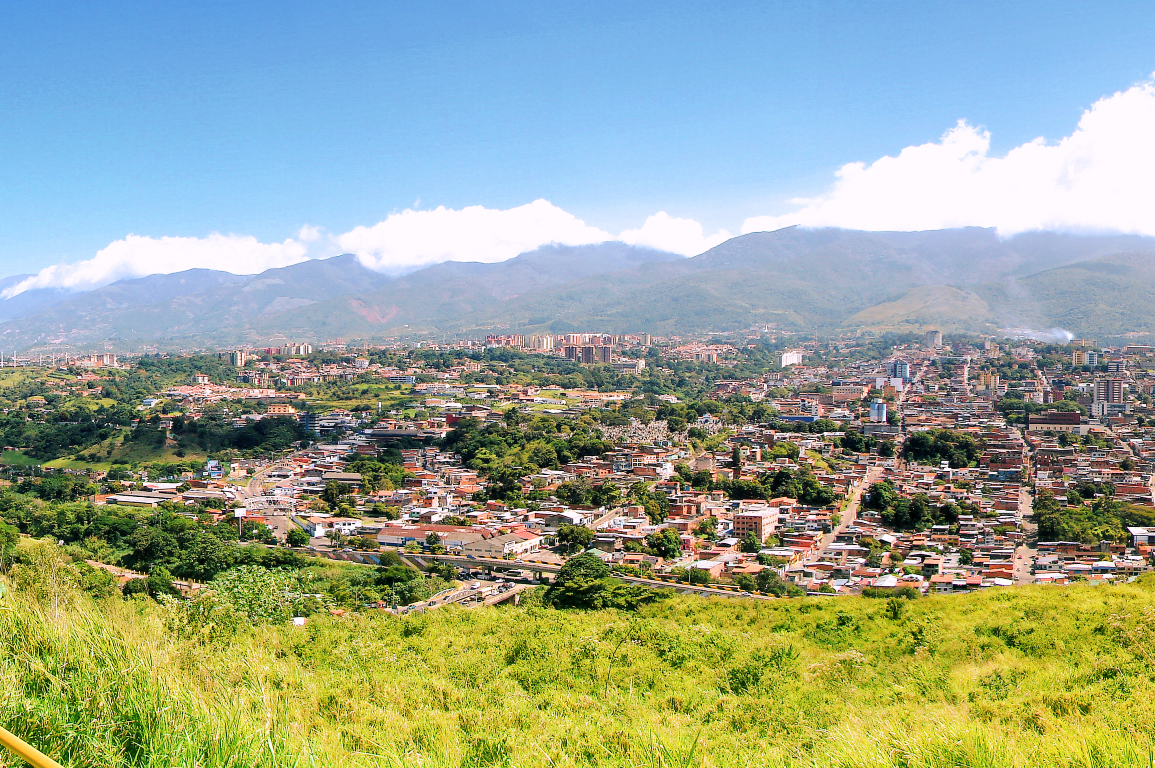
サン・クリストバルの風景

サン・クリストバル（San Cristóbal、スペイン語発音: [saŋ kɾisˈtoβal]）は、ベネズエラ西部のタチラ州の州都。2016年の人口は28万300人。アンデス山脈北部の標高818mに位置し、トルベス川が流れる。コロンビアとの国境から56km離れている。

## 人口

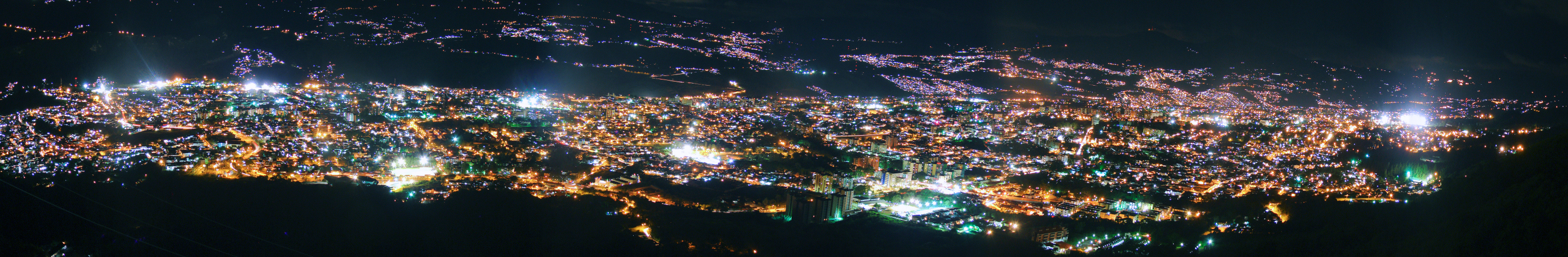
サン・クリストバルの夜景

- 1981年10月20日：19万8793人
- 1990年10月21日：22万675人
- 2001年10月21日：24万6954人
- 2011年10月30日：26万173人
- 2016年6月30日：28万300人

## 歴史
1561年5月31日、スペイン出身の征服者のフアン・マルドナドが建設した。豊かな土壌とコロンビア国境への近さにより、急速に成長して主要商業中心地の1つになった。
1875年、ククタ地震によって深刻な被害を受けた。

## 交通
パンアメリカンハイウェイが通る。

## 教育
サン・クリストバルには多くの大学が有る。
- Universidad Nacional Experimental del Táchira (UNET)
- Universidad de los Andes (ULA)
- Universidad Católica del Táchira (UCAT)
- Universidad Nacional Experimental de las Fuerzas Amadas (UNEFA)
- Universidad Nacional Abierta (UNA)
- Instituto Universitario Politecnico Santiago Mariño
- Instituto Universitario Antonio Jose de Sucre
- Instituto Universitario Monseñor Talavera
- Instituto Universitario Jesus Enrique Lozada
- Instituto Universitario de Tecnología Juan Pablo Pérez Alfonzo (IUTEPAL)

## スポーツ
- タチラ・ツアー（英語版）：自転車大会。
- デポルティーボ・タチラFC：サッカーチーム。

## 著名人
- イサイアス・メディナ・アンガリータ（英語版）：1897年～1953年。軍人、第46代大統領(1941年～1945年)。
- エドガー・ラミレス：1977年～。俳優。
- ヒアンカルロ・マルドナド（英語版）：1982年～。サッカー選手。
- トマス・リンコン：1988年～。サッカーベネズエラ代表主将。
- フランシスコ・アリアス・カルデナス（英語版）：1950年～。スリア州知事(1996年～2000年、2012年～)。国連大使(2006年～2010年)。
- ベルスカ・ラミレス（英語版）：1979年～。モデル。1997年にミス・ベネズエラで優勝、1998年にミス・ユニバースで準優勝した。
- マルティン・マルシアレス・モンカダ（英語版）：1912年～2001年。企業家。
- マヌエル・フェリペ・ルヘレス（英語版）：1903年～1959年。詩人、報道員。
- ラファエル・デ・ノガレス・メンデス：1879年～1936年。軍人、作家、冒険家。
- ルイス・フェリペ・ラモン・イ・リベラ（英語版）：1913年～1993年。民俗研究者、音楽家。

## 姉妹都市
- アメリカ合衆国、ネブラスカ州、オマハ
- アメリカ合衆国、フロリダ州、ユホー・ジャンクション（英語版）
- ウルグアイ、黒川県、新ベルリン（英語版）
- カナダ、ブリティッシュ・コロンビア州、カムループス
- コロンビア、北サンタンデール県、ククタ
- スペイン、カスティーリャ・イ・レオン州、セゴビア県、サン・クリストバル・デ・クエジャル（英語版）
- スペイン、カスティーリャ＝ラ・マンチャ州、トレド県、セセーニャ
- セルビア、ヴォイヴォディナ、スレム郡、スレムスカ・ミトロヴィツァ

## ギャラリー

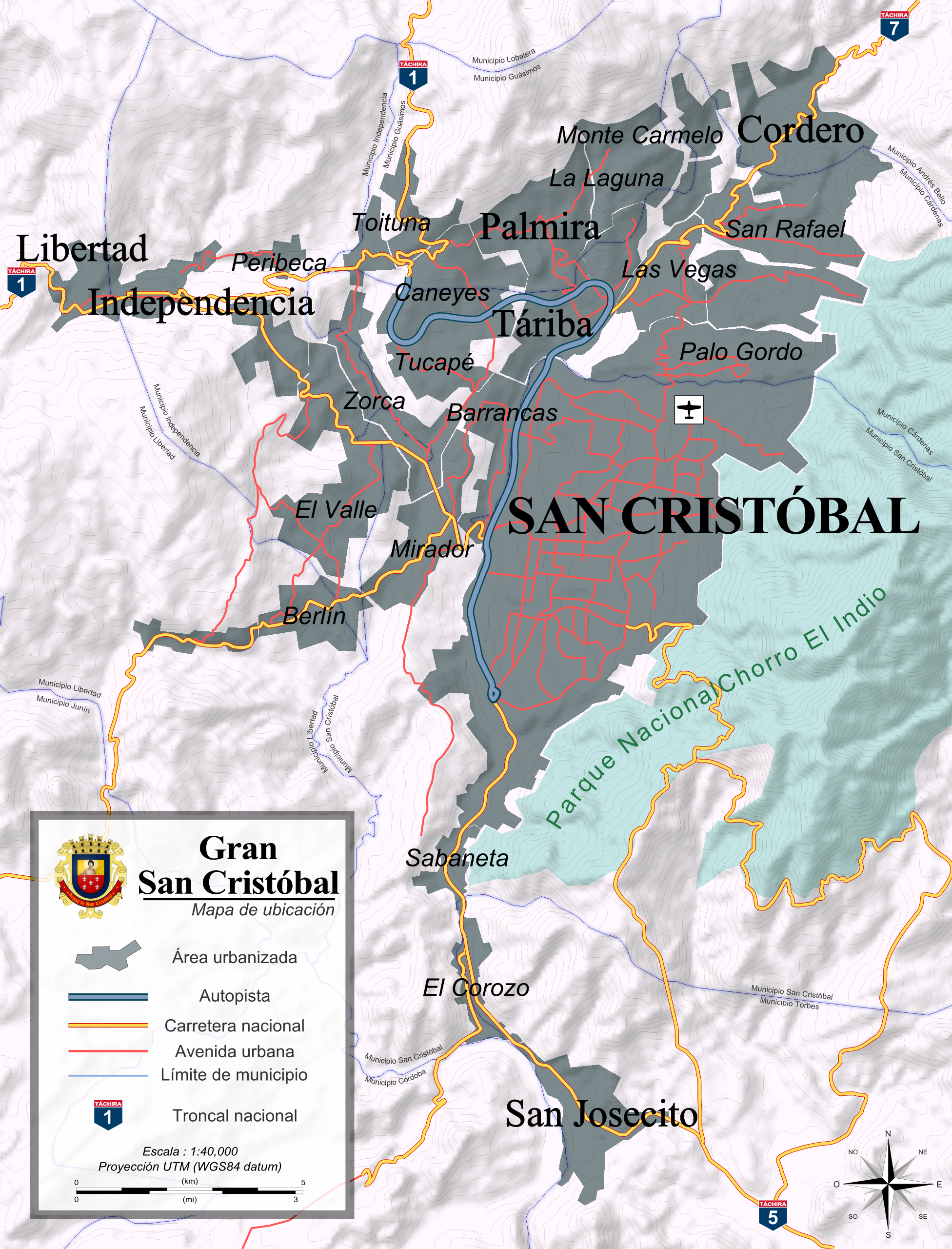
サン・クリストバル都市圏
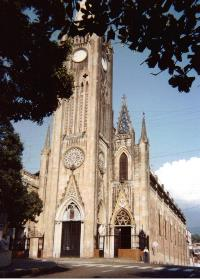
永遠救済聖堂
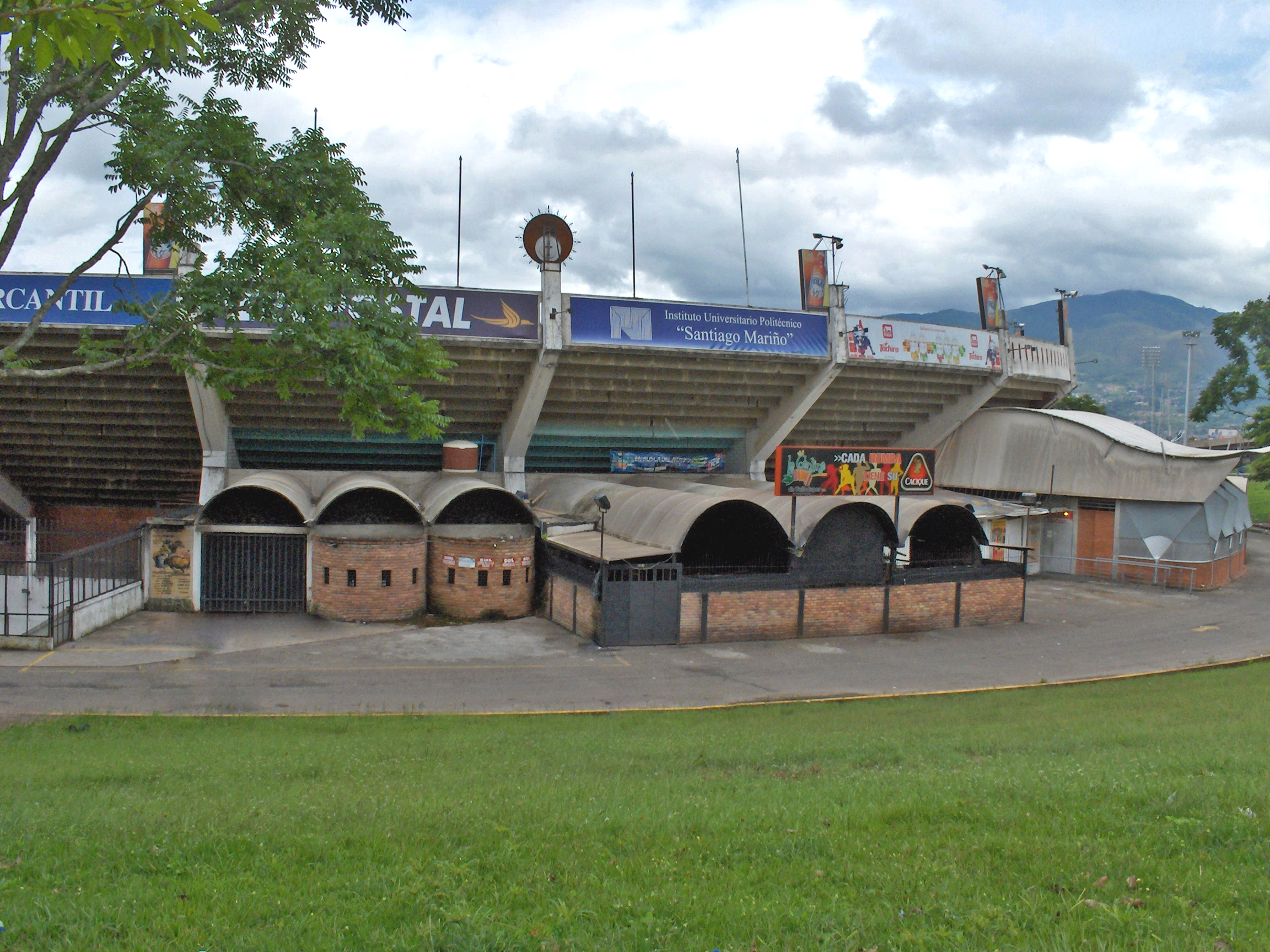
新闘牛村記念広場（英語版）
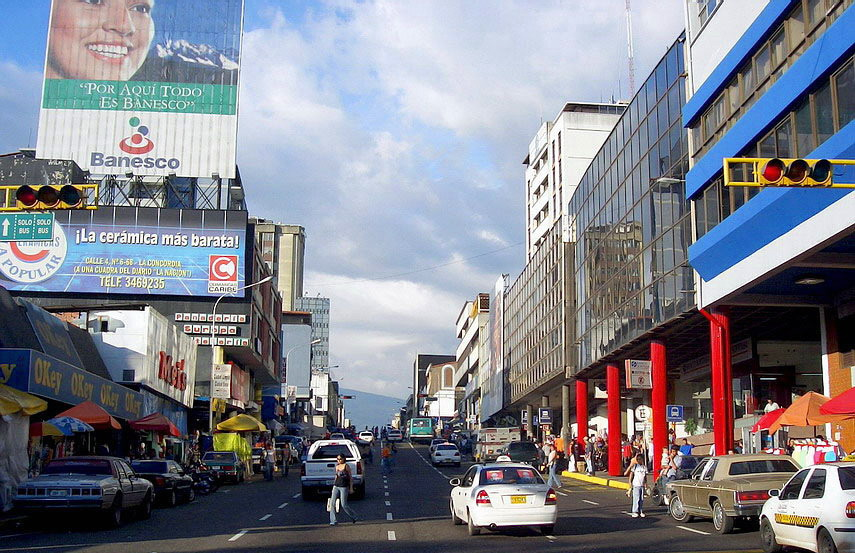
第7通り
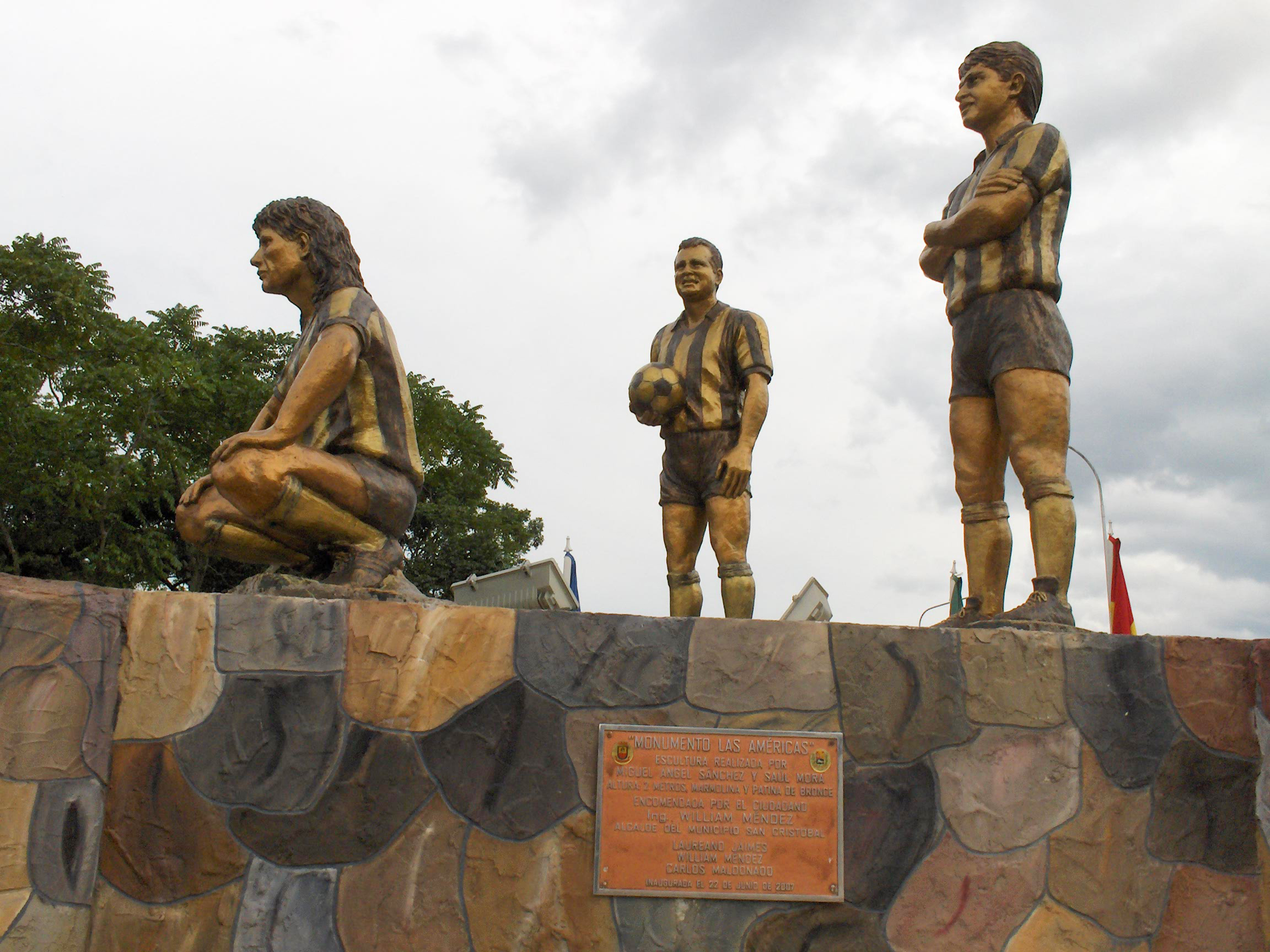
アメリカ記念碑